# Бикфайя
Бикфайя (араб. بكفيا‎) — ливанский город в районе Матн провинции Горный Ливан. Его каменные дома с крышами из красной черепицы, расположенные среди сосновых и дубовых лесов, делают Бикфайю одним из самых популярных пригородов Бейрута и одним из самых популярных летних курортов Ливана. Среди памятников старого города — церковь Мар-Абда, построенная в 1587 году.

## Этимология
Имя «Бикфайя» является сокращением арамейского (сирийского) словосочетания «Бейт Кейфайя», בית כיפיא, где «Кейфайя» является прилагательным от слова כיפא, означающего «скала» или «камень». Таким образом, Бикфайя может означать «каменный дом» или «скалистый/каменистый дом» со смысловым значением «место, расположение камней или каменоломня».

## Архитектура
- Церковь Мар-Абда
- Иезуитский монастырь, построенный в 1833[3]
- Комплекс из маронитского и православного монастырей[3]
- Армянская семинария [4]